# Desa Buyut
Desa Buyut är en administrativ by i Indonesien.   Den ligger i provinsen Jawa Barat, i den västra delen av landet, 190 km öster om huvudstaden Jakarta.